# ハンゴンソウ
ハンゴンソウ（反魂草、学名: Senecio cannabifolius）はキク科キオン属の多年草。

## 分布と生育環境
日本では北海道、本州の中部以北に、アジアでは樺太、カムチャツカ、アリューシャン、シベリア東部、朝鮮、中国に分布する。高原や深山の湿った草地、湿原、林縁に大小の集団を作って群生する。

## 形態・生態
多年生の草本。茎は直立して、高さは1 - 2メートル (m) ほどになり、若い茎や葉柄は赤みを帯びる。葉は葉柄をもち、茎に互生する。葉身は広卵形で、羽状に深く裂け、3から7つの深い切れ込みが入る。先は尖り、縁は鋸歯状で、裏がざらつく。
花期は7 - 9月。茎の頂部に直径2センチメートル (cm) ほどの黄色い頭花を散房状に多数つける。
頭花は同属のキオンに似るが、キオンの葉は切れ込まない。葉の切れ込みは別属の帰化植物であるオオハンゴンソウに似る。

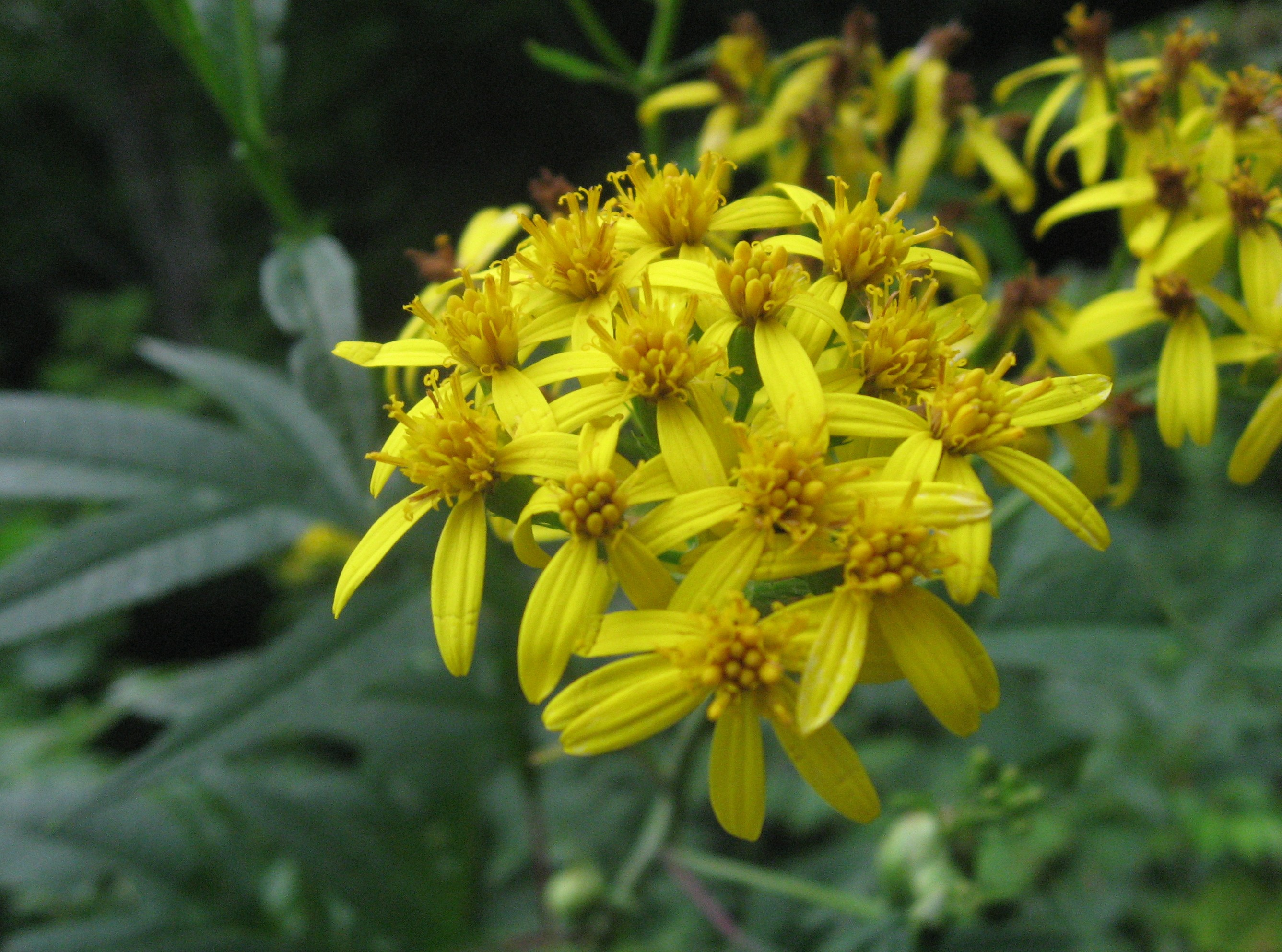
舌状花は5から7個
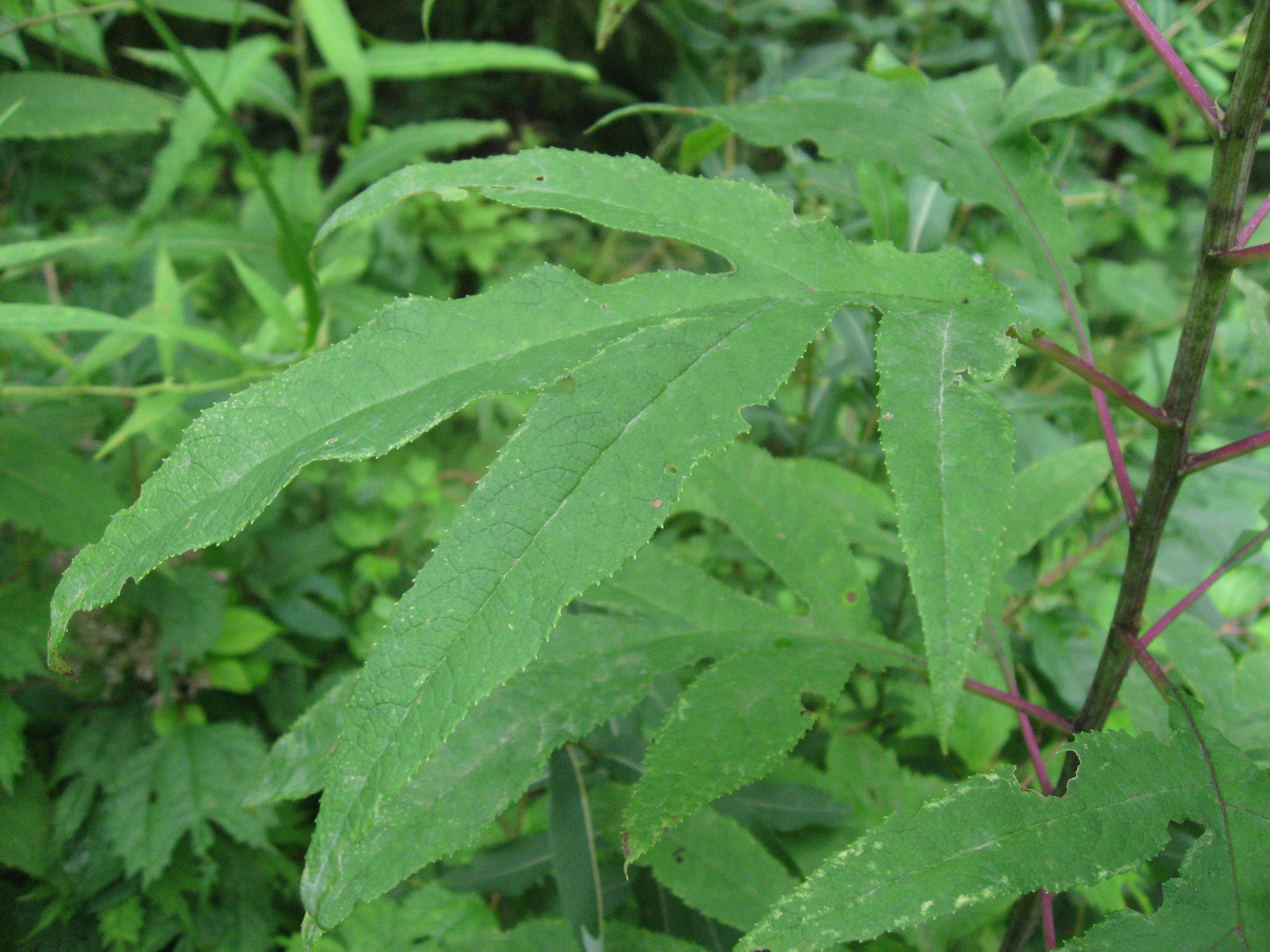
茎と葉柄は赤みを帯びる

## 利用
春の20 - 30 cmに伸びた若い芽は山菜となるが、あくが非常に強い。キク科独特の強い香りと苦味が身上であるが、あくが強いためよく茹でてから水に十分さらし、あくが抜けきらないようならば一晩水につけてから使われる。主に、おひたし、和え物、煮物などに調理する。廣野 (1933) によれば、ラットに肝ガンをおこす。